# Осорес де Ульоа, Педро
Педро Осорес де Ульоа (исп. Pedro Osores (Osorez) de Ulloa; 1540 — 18 сентября 1624) — испанский военный, королевский губернатор Чили.
Педро Осорес де Ульоа родился в 1540 году в Виго. С молодых лет служил в армии, в 1571 году участвовал в битве при Лепанто, 18 месяцев провёл в алжирском плену.
В 1587 году был назначен главой городского совета города Потоси в Новом Свете, возле которого добывали серебро. В 1620 году был назначен губернатором Уанкавелики. Однако, несмотря на то, что он был заметной фигурой колониального общества, имел большое личное состояние и был членом ордена Калатравы, из-за своего сложного характера он не был фаворитом вице-королей, поэтому когда стало известно о смерти губернатора Чили Лопе де Ульоа и Лемоса, вице-король Франсиско де Борха и Арагон предпочёл отправить на открывшуюся вакансию Педро Осореса де Ульоа.
Новый губернатор из-за своего характера быстро приобрёл себе врагов в Сантьяго. Будучи военным, он встал в оппозицию стратегии оборонительной войны с индейцами, предложенной иезуитами и поддержанной при дворе в Мадриде. Во время его губернаторства в Чили обосновались доминиканцы, основавшие первый университет (правда, присуждавший только степени по теологии).